# Fölisön
Fölisön (finska: Seurasaari) är en ö på 46 hektar i Helsingfors med ett friluftsmuseum.
Fölisön är också ett välkänt utfärds- och rekreationsområde som lämpar sig väl för picknick, solbad och promenader. Förutom friluftsmuseet finns det också en restaurang och två badstränder, varav den ena är en nudiststrand. Folkparken har sedan 1890-talet varit ett populärt utflyktsmål och till en början kunde man endast ta sig dit med båt. En bro byggdes 1891–1892. Ön besöks årligen av tiotusentals människor, med midsommarafton som den allra mest populära besöksdagen.
Fölisön ägs av Helsingfors stad medan Museiverket ansvarar för friluftsmuseet. Fölisöstiftelsen sköter alla större evenemang och stöder byggnadsverksamheten på ön. Man kommer till ön med buss 24 från Helsingfors centrum eller på sommaren med båt från Salutorget.
Ön består av bergiga kullar, fuktiga sänkor och lundar. Den södra stranden är ett skyddat fågelområde. Det finns gott om halvtama ekorrar på ön. Under sommaren finns det även får på Fölisön.

## Fölisöns friluftsmuseum
Friluftsmuseet fick sin början 1909 då torpet Niemelä flyttades till ön. Konstnären Akseli Gallen-Kallela och arkitekten Yrjö Blomstedt ville rädda allmogebyggnader som hotade att försvinna. Filosofie doktor Axel Olai Heikel spelade en viktig roll i flyttandet av byggnader och blev museets intendent. Heikels mål var att flytta typiska byggnader från varje landskap och visa traditionell byggnadskultur för stadsborna. På den tiden var friluftsmuseer populära i Europa och man använde bland annat Skansen i Stockholm som förebild. Museet, som ursprungligen drevs i privat regi, övertogs av staten 1913 och administreras av Museiverket.
Till Fölisöns byggnadsbestånd hör över 30 byggnadshelheter och 88 enskilda byggnader från 1600- till 1800-talet. Den mest kända byggnaden är Karuna gamla kyrka (1686) från Egentliga Finland och är under sommaren en populär bröllopskyrka. Framför kyrkan ligger museets grundare Heikel begravd. Kompletta gårdar är bland annat Niemelä torp från Konginkangas och Anttis hus med sluten gård från Säkylä. De högre stånden representeras av Kahiluoto herrgård från Tövsala, samt Idensalmi prästgård.

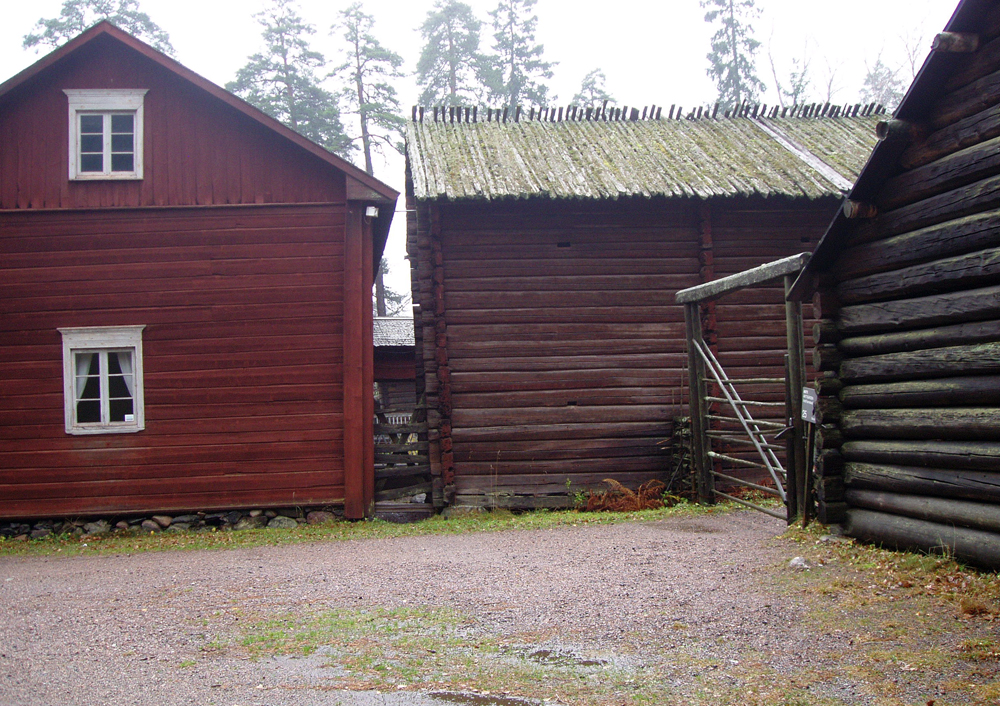
Bondgården Antti
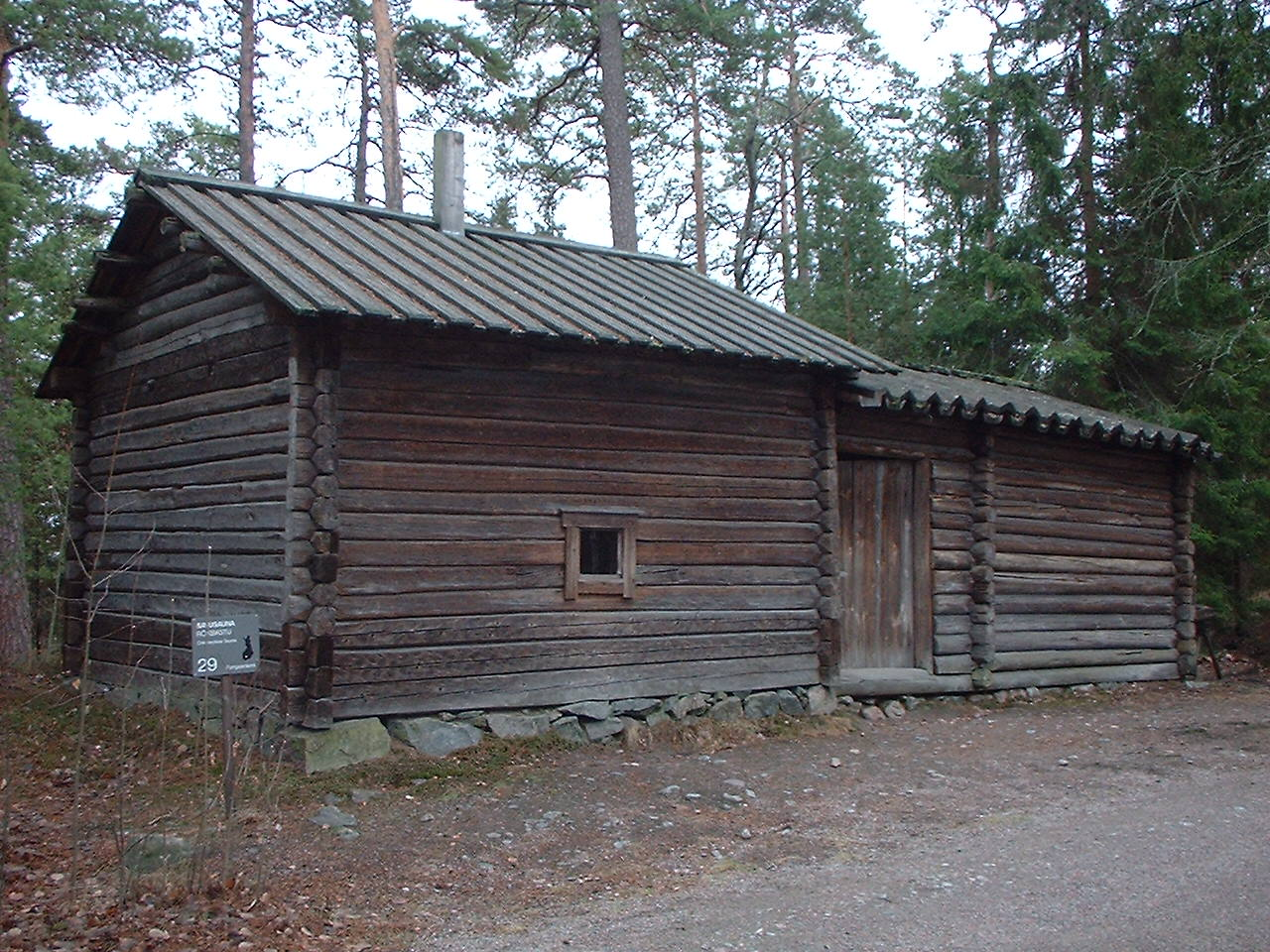
En rökbastu